# Ernst Aeppli
Ernst Aeppli (* 28. April 1892 in Brittnau, Kanton Aargau; † 26. August 1954 in Zürich) war ein Schweizer Psychoanalytiker (Schule Carl Gustav Jung), der auch die Traumdeutung mitberücksichtigte.

## Leben und Werk
Nach dem Besuch des Lehrerseminars in Zürich war Aeppli zunächst Mehrklassen-Lehrer auf dem Hasliberg im Berner Oberland und anschliessend Lehrer an der Deutschen Schule in San Remo. Zwischen 1914 und 1918 tat er Grenzschutzdienst als Sanitätsgefreiter und studierte nebenbei (und danach) sowohl an der Universität Zürich wie auch bei C.G. Jung.
1923 promovierte er zum Dr. phil. Aufgrund seiner Erfahrungen in seiner Praxis als Psychologe in Zürich konnte er sein Wissen in mehreren Werken publizieren.
Ernst Aeppli heiratete 1923 Gertrud Susanne Clara, geborene Zschokke (1896–1973). Sie war die Urenkelin von Heinrich Zschokke und die Schwester von Alexander Zschokke, Peter Zschokke und Achilles Heinrich Zschokke (1893–1971).

## Schriften
- Die Wache auf der Brücke. (1920)
- Lebenskonflikte – eine psychologische Beratung (1942)
- Der Traum und seine Deutung (1943)
- Psychologie des Bewusstsein und Unbewussten (1947)
- Persönlichkeit – Vom Wesen des gereiften Menschen (1952)
- Psychologische Beratung (posth. 1956)